# Provincia di Yauli
La provincia di Yauli è una provincia del Perù, situata nella regione di Junín.

## Geografia antropica

### Suddivisioni amministrative
È divisa in 10 distretti:
- Chacapalpa (Chacapalpa)
- Huay-Huay (Huay-Huay)
- La Oroya (La Oroya)
- Marcapomacocha (Marcapomacocha)
- Morococha (Morococha)
- Paccha (Paccha)
- Santa Barbara de Carhuacayan (Santa Barbara de Carhuacayan)
- Santa Rosa de Sacco (Santa Rosa de Sacco)
- Suitucancha (Suitucancha)
- Yauli (Yauli)